# Первое воскресенье
«Первое воскресенье» (англ. First Sunday) — американский фильм 2008 года с Айс Кьюбом в главной роли.

## Сюжет
Дареллу нужно 17 тысяч, чтобы его бывшая жена не переехала в другой город и не забрала с собой его сына. Друг Дарелла, Ли Джон задолжал ямайским бандитам кругленькую сумму. К тому же их обоих приговорили к 5000 часам общественных работ. Ситуация критическая, и, чтобы добыть денег, они готовы на все, даже ограбить церковь. Ночью они забираются в церковь и пытаются вскрыть сейф, что им не удается. На беду в церкви, оказывается несколько прихожан с пастором во главе. Отчаявшись, Дарелл и Ли Джон берут прихожан в заложники. Открыв сейф они обнаруживают, что он пуст. Придется держать заложников, пока они не признаются, где деньги. К тому времени, когда деньги найдутся, Дарелл и Ли Джон раскаются в своих грехах и оставят деньги церкви. А прихожане убедятся, что грабители не такие уж плохие ребята и помогут им сбежать. Полиции всё-таки удается поймать грабителей и они предстают перед судом. Единственный свидетель обвинения дьякон, который сам оказывается не чист на руку, что выясняется прям в зале суда и он отказывается от показаний. За неимением доказательств Дарелла и Ли Джона отпускают. Дареллу удается оставить сына в городе, видимо не без помощи церкви.

## В ролях
- Айс Кьюб — Дарелл
- Кэтт Уильямс — Рики
- Трейси Морган — Ли Джон
- Реджина Холл
- Рейнальдо Рей
- Оливия Коул
- Малинда Уильямс
- Тиффани Поллард

## Сборы
В первые выходные собрал 17 714 821 $ (второе место). В прокате с 11 января по 24 февраля 2008, наибольшее число показов в 2213 кинотеатрах единовременно. За время проката собрал в мире 38 804 615 $ (116 место по итогам года) из них 37 931 869 $ в США (76 место по итогам года) и 872 746 $ в остальном мире.